# Oskar Jaensson
Oskar Hjalmar Jaensson, född 27 augusti 1909 i Vists församling, Östergötlands län, död 26 november 1990 i Söderhamn, var en svensk skolman.
Jaensson blev filosofie magister i Uppsala 1937, var lärare vid Solbacka läroverk 1939–1940, militärlärare 1941–1944, blev e.o. ämneslärare i Vännäs 1945, adjunkt vid högre allmänna läroverket i Söderhamn 1948, var vikarierande lektor där 1953–1966, vikarierande rektor där 1957–1958 och e.o. lektor vid gymnasiet i Söderhamn från 1966. Han var tryckfrihetsombudsman i Söderhamn från 1954 och distriktsstudieledare vid Medborgarskolan i Gävleborgs län 1956–1962.